# Василије Аћимовић
Василије Аћимовић (19. век) био је српски сликар и иконописац.

## Живот и стваралаштво
Василије Аћимовић био је познат и као Василије Молер и најчешће се потписивао иницијалима В. А. М.
Бавио се црквеним сликарством са особеностима послевизантијске традиције, али је традиционалној схеми додавао минијатуре из сеоског живота. Највећи број икона, датираних између 1864. и 1888. чува се у Горњој цркви у Сремским Карловцима.